# CRX (album)
CRX è il sesto album in studio del gruppo musicale italiano Casino Royale, pubblicato nel 1997 da PolyGram Italia.

## Tracce
1. CRX
2. Benvenuto in mia casa
3. The Future
4. Ora/Solo io ora
5. Oltre
6. Là dov'è la fine
7. Specchio
8. In picchiata
9. Homeboy
10. Hi-Fi
11. Là sopra qualcuno ti ama

## Formazione
- Alioscia "BBDai" Bisceglia: voce
- Giuliano Palma: voce
- Michele "Pardo" Pauli: chitarra
- Ferdinando "Ferdi" Masi: batteria
- Alessio "Manna" Argenteri: basso
- Patrick "Kikke" Benifei (aka Pat Cosmo): tastiere

## Videoclip
Il videoclip della title track è interamente girato nel complesso abitativo Monte Amiata, sito nel quartiere Gallaratese di Milano.